# Westland Wasp
O Westland Wasp foi helicóptero naval leve britânico fabricado pela Westland Helicopters. Movido por uma turbina Rolls-Royce, foi usado como helicóptero embarcado. Seu projeto é uma versão navalizada do Westland Scout do Exército Britânico. Ambos evoluíram a partir do Saunders-Roe Skeeter, ainda com motor a pistão. O Wasp preencheu as demandas da Marinha Real Britânica por um helicóptero que coubesse no deck de uma fragata e ainda assim carregasse dois torpedos guiados. O modelo incluía capacidade para carregar uma carga de profundidade nuclear WE 177.

## Guerra da Malvinas
Dois helicópteros Westland Wasp participaram do ataque ao submarino argentino ARA Santa Fe durante a Guerra das Malvinas. O Santa Fe foi usado para transportar um destacamento de Fuzileiros Navais argentinos e suprimentos para Grytviken, na Geórgia do Sul, que se encontrava ocupada juntamente com as Malvinas. No dia 17 de abril de 1982, o submarino deixou a Geórgia do Sul, mas foi detectado pelo radar um Westland Wessex britânico, e foi prontamente atacado com cargas de profundidade. As cargas causaram danos internos, incluindo um dos tanques de lastro. Durante a tentativa de retornar a Grytviken pela superfície, o Santa Fe foi novamente atacado por helicópteros, desta vez um Wasp e um Lynx. O Lynx tentou torpedear o submarino, mas não acertou o alvo, e prosseguiu atacando a embarcação com sua metralhadora lateral. O Wasp então recebeu o apoio de outro Wasp de outra embarcação britânica, com ambos realizando um ataque com mísseis ar-superfície AS-12, com alguns deles atingindo o submarino. A tripulação argentina tentou resistir atirando contra os helicópteros com fuzis, metralhadoras e até mesmo com um míssil anti-tanque Bantam, mas teve que abandonar o submarino danificado e acabou se rendendo, junto com o destacamento de Fuzileiros.